# Manuel del Castillo
Manuel del Castillo Saravia (1780 - 1828) fue un político chileno. Hijo de don Juan Manuel Castillo de la Torre, oriundo de Santander, España, y doña María Josefa de Saravia y Ureta. Hermano del también parlamentario, Antonio del Castillo Saravia. Se dedicó a la hacienda familiar, en el valle del Maipo, actividades agrícolas que mezcló con la política, siendo aliado del bando pipiolo.

## Actividades políticas
- Diputado representante de Constitución y Cauquenes (1823-1824).